# Patrizia Sentinelli
Patrizia Sentinelli (Roma, 30 giugno 1949) è un'ex politica italiana.
È stata Vice Ministro degli Affari Esteri nel governo Prodi II.

## Biografia
Nata il 30 giugno 1949 a Roma, trascorse la sua infanzia nel quartiere Ostiense, vicino a Porta San Paolo, laureandosi in economia e commercio, mosse i primi passi in politica all'università, facendo parte inizialmente di vari gruppi cattolici del dissenso, poi del Movimento Studentesco, infine del sindacato.
Professoressa di economia aziendale in numerosi scuole superiori, si iscrisse alla CGIL e ne divenne il segretario generale del settore scuola della Capitale.
Anche suo marito Roberto Musacchio è un politico, essendo stato europarlamentare per Rifondazione Comunista.

### Attività politica
Negli anni settanta fece parte del Partito di Unità Proletaria per poi passare al Partito Comunista Italiano nel 1984: dopo lo scioglimento del PCI aderì al Partito della Rifondazione Comunista (PRC).
Segretaria provinciale del PRC a Roma dal 1992 al 2001, nel 1997 viene eletta consigliera comunale a Roma e ricopre il ruolo di capogruppo di Rifondazione e di presidente della Commissione delle elette.
Nel 2002 entra nella Direzione Nazionale del PRC e viene confermata nell'incarico anche nel 2005. In Rifondazione Comunista è responsabile nazionale dell'area Movimenti, Ambiente, Territorio ed Enti Locali.
Alle elezioni politiche del 2006 è stata eletta alla Camera nella circoscrizione Veneto 1 nelle liste del partito della Rifondazione Comunista-Partito della Sinistra Europea. Si dimette il 6 giugno dello stesso anno e viene sostituita da Gino Sperandio.
Ha partecipato ai Forum Sociali mondiali di Porto Alegre (nel 2001 e nel 2002), Mumbai (2004), Caracas (2006) e Nairobi (2007) e ai Forum Sociali europei di Firenze (nel 2002), Parigi (2003) e Londra (2004).
Dal 18 maggio del 2006 all'8 maggio del 2008 ha fatto parte del secondo governo Prodi in qualità di viceministra degli affari esteri con delega alla cooperazione internazionale (o cooperazione allo sviluppo) e all'Africa sub-sahariana. Dopo le elezioni politiche del 2008 non viene rieletta in Parlamento.
Nel 2009 partecipa fin dalla nascita al percorso di Sinistra Ecologia Libertà, partito che poi abbandona nel 2011.